# Гадес
Гадес (на латински: Gades) е латинското име на древния град, предшественик на съвременния град Кадис. Елините са го наричали Дидима, а финикийците и пуните – Гадир.
Гадир, Дидима или Гадес бил разположен, според Помпоний Мела и Плиний, на 2 тогавашни съседни острова (днес слети с материка като полуостров) по атлантическото крайбрежие на Андалусия - на малкия о. Еритея и в най-северната част на о. Котинуса (Сан Педро). Страбон съобщава, че древният град имал 2 центъра, откъдето идва и древногръцкото му име Дидима, което значи „близнак“ (виж терафим и Амрит). В центъра на залива се намирал тогавашният о. Антиполис (Леон) – днес слят с материка.
Основан e около 1100 г. пр.н.е. Своеобразен финикийски форпост, първата атлантическа финикийска колония, а впоследствие и атлантически финикийски център, зад Херкулесовите стълбове. В Западното Средиземноморие ролята на Гадес изпълнявала Утика. Древните гърци митологически отъждествявали финикийския град с Хадес.
Античният град на мястото на днешния Кадис бил първият град в Западна Европа. Кадис играл ролята в древността и античността на транзитен център за презморската средиземноморска търговия с британските и скандинавски острови, както и с балтийските страни. Също така оттам се осъществявал финикийско-пуническият стокообмен с Тартес, след превземането на който настъпва разцветът на картагенската конфедерация.
От древните селища на архипелага са останали (вж. картата):
- артефакти от финикийския Гадир (на бившия о. Еритея),
- 2 некропола в Кадис (на бившия о. Котинуса) и град Сан Фернандо (на бившия о. Антиполис),
- 3 храма: на Мелкарт и на Баал Хамон (на бившия о. Котинуса), на Астарте (на бившия о. Еритея).